# Patellapis braunsella
Patellapis braunsella är en biart som beskrevs av Michener 1978. Patellapis braunsella ingår i släktet Patellapis och familjen vägbin. Inga underarter finns listade i Catalogue of Life.